# Autoroute A21 (Suisse)
Pour les articles homonymes, voir A21.
L'autoroute A21 est une autoroute et semi-autoroute de Suisse contournant Martigny dans le canton du Valais. Tronçon de la route européenne 27, elle relie l'autoroute A9 à la route du Grand-Saint-Bernard. Elle a été ouverte à la circulation en 1987. Le tronçon entre l'échangeur du Grand Saint-Bernard et la sortie Martigny-Expo est une autoroute appartenant au réseau des routes nationales (N9), tandis que le tronçon entre Martigny-Expo et Martigny-Croix est une semi-autoroute cantonale. Selon l'Adaptation  de  l’arrêté  fédéral  sur  le  réseau  des routes nationales de 2008, la semi-autoroute, ainsi que la continuation de la route principale 21 jusqu'au col et au tunnel du Grand-Saint-Bernard, doivent être classées route nationale et donc être prises en charge par la Confédération.

## Itinéraire
Depuis l'échangeur Grand-Saint-Bernard de l'autoroute A9 elle contourne Martigny, et à partir de la sortie Martgny-Expo, devient un tronçon de la route principale 21 menant au col et au tunnel du Grand-Saint-Bernard. Entre Martigny-Expo et Martigny-Croix, la A21 est une semi-autoroute cantonale comprenant le tunnel du Mont-Chemin d'une longueur de 1 822 mètres et un pont sur la Dranse.
|           | N° | km | Nom                 | Directions | Remarques |
| --------- | -- | -- | ------------------- | --- | --------- |
| Échangeur | 22 |    | Grand Saint-Bernard | direction Brigue, Lausanne |           |
| Sortie    |    |    | Martigny - Expo     | Martigny - Expo, VS 90, Centre |           |
| Sortie    |    |    | Martigny-Croix      | Martigny-Croix, vers Aoste (I) via le tunnel du Grand-Saint-Bernard, Verbier, 203 vers Col de la Forclaz et Chamonix (F), VS 409 (203) vers Martigny |           |